# The Mystic Archives of Dantalian
The Mystic Archives of Dantalian (ダンタリアンの書架, Dantarian no Shoka) est une série de light novels écrite par Gakuto Mikumo avec des illustrations de G-Yuusuke. Elle est publiée entre 2008 et 2011 par Kadokawa Shoten et compte huit tomes. Trois adaptations en mangas sont publiées par Kadokawa Shoten entre 2010 et 2012. Une adaptation en série d'animation produite par le studio Gainax est diffusée entre juillet et octobre 2011 sur TV Tokyo au Japon et en streaming sur KZPlay dans les pays francophones.

## Histoire
Dans le Londres des années 1920, le beau Huey hérite de son grand-père une très vieille maison dont le sous-sol renferme une bibliothèque. Une fois sur place, le jeune homme fait la connaissance de Dantalian (Dalian), une mystérieuse et belle jeune fille à l'apparence de poupée détenant la clé pour entrer dans la grande bibliothèque mystique aux livres interdits. Chaque ouvrage permet à son possesseur de générer un pouvoir démoniaque...

## Personnages
Dalian (ダリアン, Darian)
Hugh Anthony Disward (ヒュー・アンソニー・ディスワード, Hyū Ansonī Disuwādo)
Flamberge (フランベルジュ, Furamberuju)
Hal Kamhout (ハル・カムホート, Haru Kamuhōto)
Raziel (ラジエル, Rajieru)
Professor (教授, Kyōju)
Camilla Sauer Keynes (カミラ・ザウアー・ケインズ, kamira Zauā Keinzu)
Armand Jeremiah (アルマン・ジェレマイア, Aruman Jeremaia)
Jessica Elphinstone (ジェシカ・エルフィンストン, Jeshika Erufinsuton)

## Light novel
La série de light novels est écrite par Gakuto Mikumo avec des illustrations de G-Yuusuke. Elle est prépubliée entre février 2008 et février 2011 dans le magazine The Sneaker. Le premier tome est commercialisé par Kadokawa Shoten le 31 octobre 2008 et le huitième et dernier le 30 juin 2011.

## Manga
Une première adaptation manga, par Chako Abeno, est prépubliée entre mars 2010 et juillet 2012 dans le magazine Monthly Shōnen Ace, puis compilée en cinq tomes par Kadokawa Shoten entre octobre 2010 et août 2012,. La version française est publiée par Soleil Manga à partir de juillet 2012.
La deuxième adaptation, par Monako Sena, intitulée The Mystic Archives of Dantalian: Dalian Days (ダンタリアンの書架 ダリアンDays) est prépubliée entre mars 2010 et octobre 2011 dans le magazine Comp Ace, puis compilée en deux tomes entre novembre 2010 et novembre 2011,. La version française est également publiée par Soleil Manga à partir de décembre 2013.
La troisième adaptation, par Shigeta-ke, intitulée Dalian-chan no shoka (ダリアンちゃんの書架) est prépubliée entre juillet 2011 et juillet 2012 dans le magazine 4-koma nano ace, puis compilée en un unique tome en août 2012.

## Anime
L'adaptation en anime est annoncée en juin 2010. Celle-ci est produite au sein du studio Gainax avec une réalisation de Yutaka Uemura. Elle est diffusée initialement sur TV Tokyo du 16 juillet au 1er octobre 2011. Dans les pays francophones, la série est diffusée en streaming sur KZPlay.
Un original video animation est ensuite commercialisé en août 2012 avec le cinquième volume de l'adaptation en manga.